# Feldberger Seenlandschaft
Feldberger Seenlandschaft település Németországban, Mecklenburg-Elő-Pomeránia tartományban. Lakosainak száma 4460 fő (2023. december 31.).

## A település részei

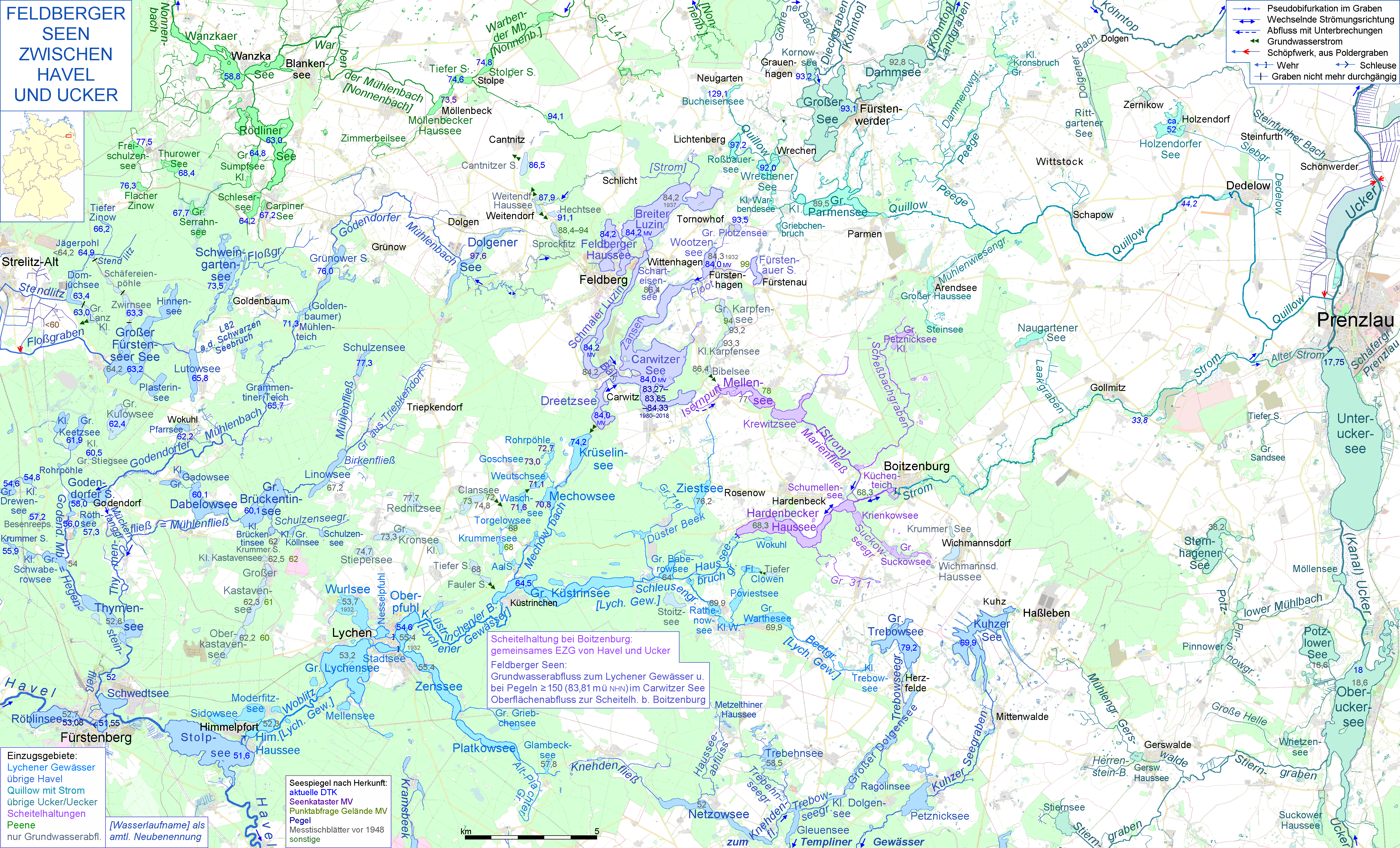
A feldbergi tóvidék

A településhez tartozik:
| - Cantnitz - Carwitz - Conow - Dolgen - Feldberg - Fürstenhagen - Gnewitz - Gräpkenteich - Hasselförde - Koldenhof | - Krumbeck - Labee - Laeven - Lichtenberg - Lüttenhagen - Mechow - Neugarten - Neuhof - Schlicht - Schönhof | - Tornowhof - Triepkendorf - Waldsee - Weitendorf - Wendorf - Wittenhagen - Wrechen |

## Története
A vidék 1701-től Mecklenburg-Strelitz része volt.
1999. június 13-án a város Feldberg és a települések Conow, Dolgen, Lichtenberg és Lüttenhagen összeolvadtak a Feldberger Seenlandschaft településhez.

## Galéria

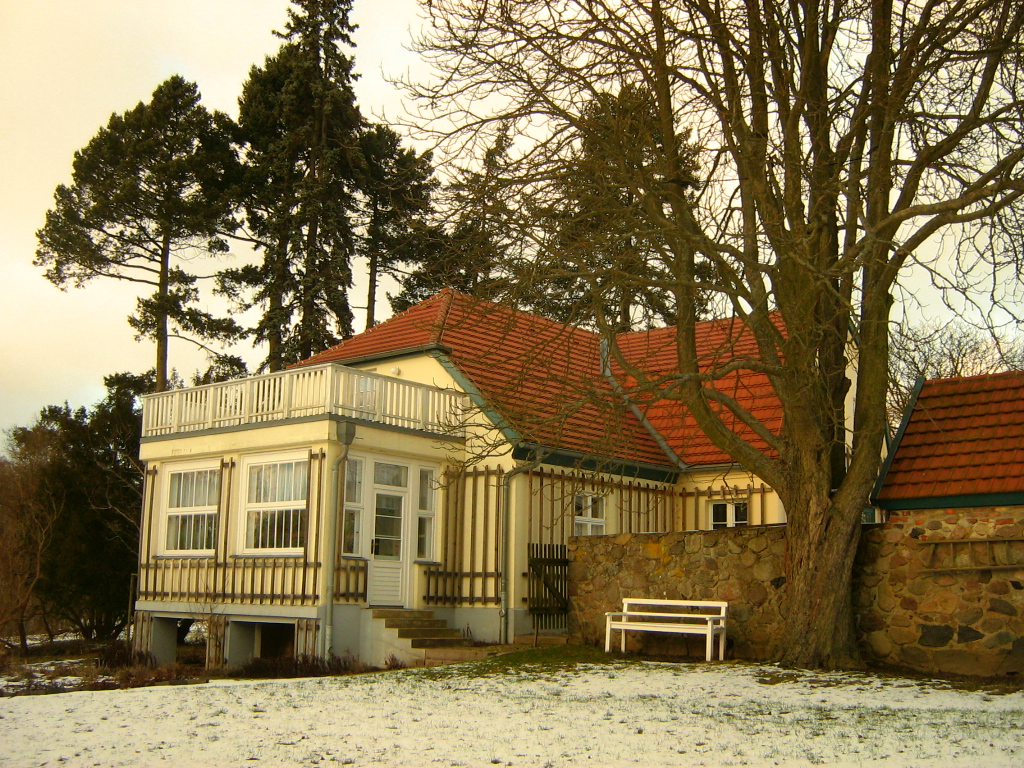
Hans-Fallada-Haus Carwitzban
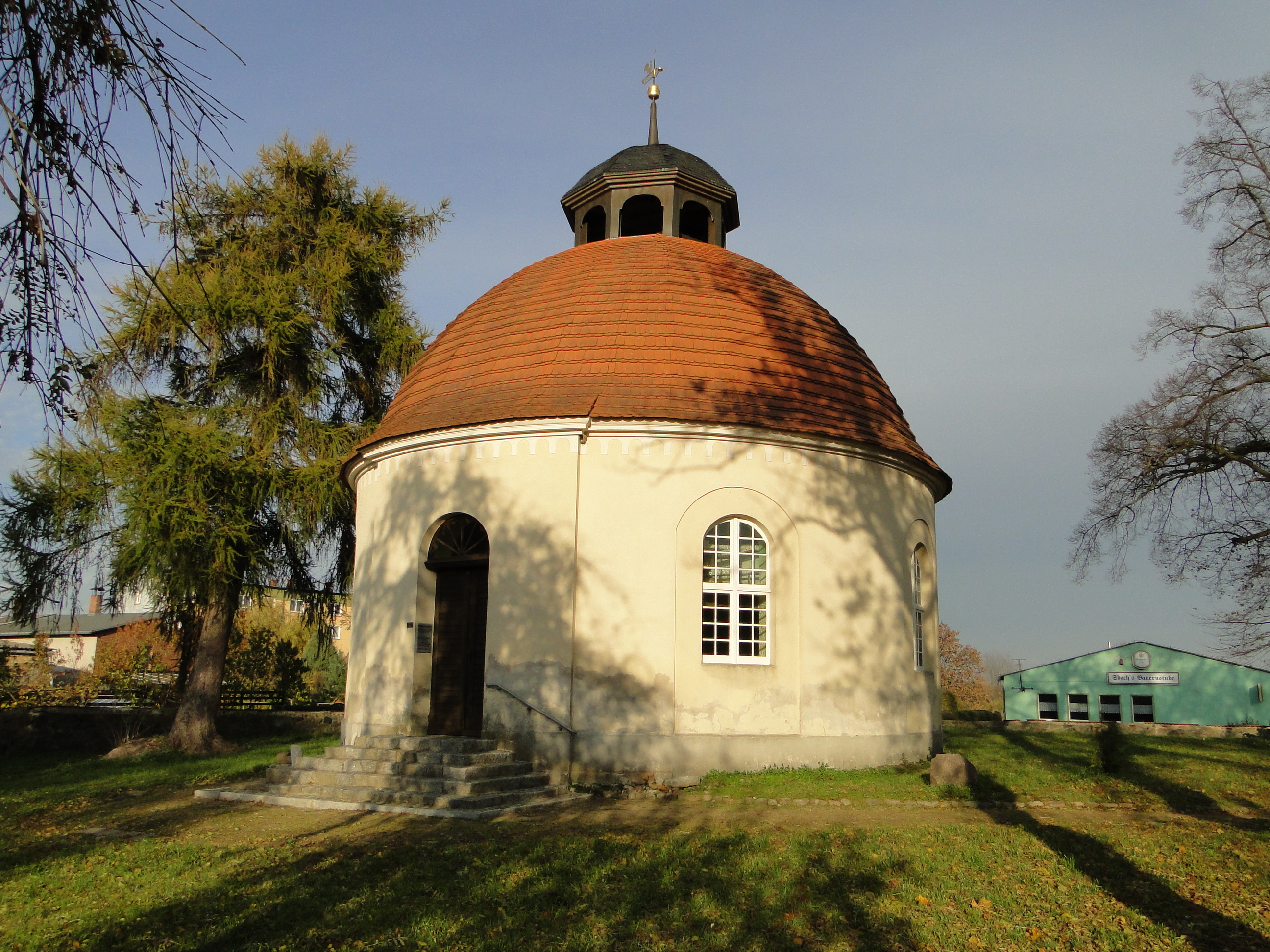
A templom Dolgenban
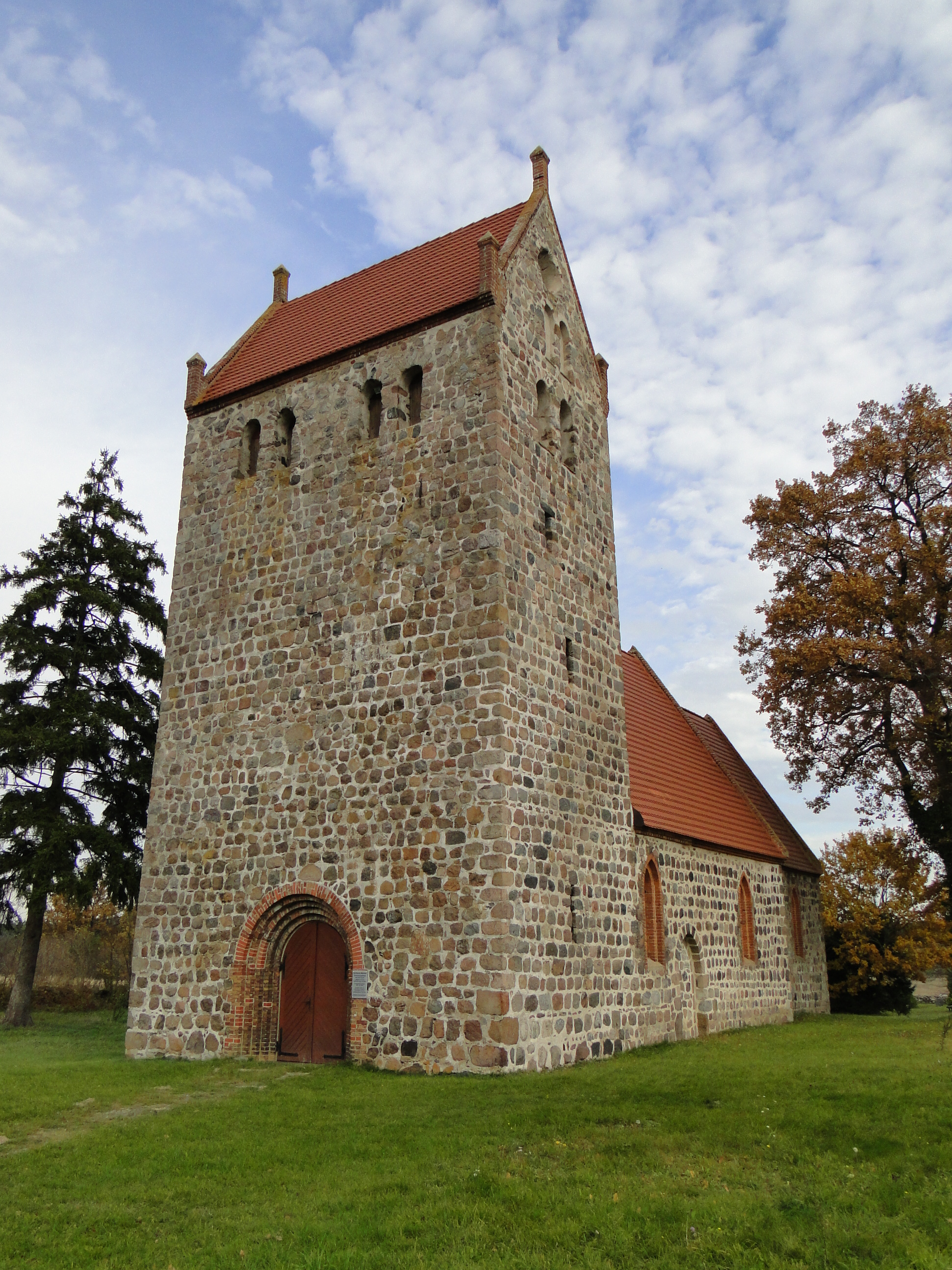
A templom Mechowban
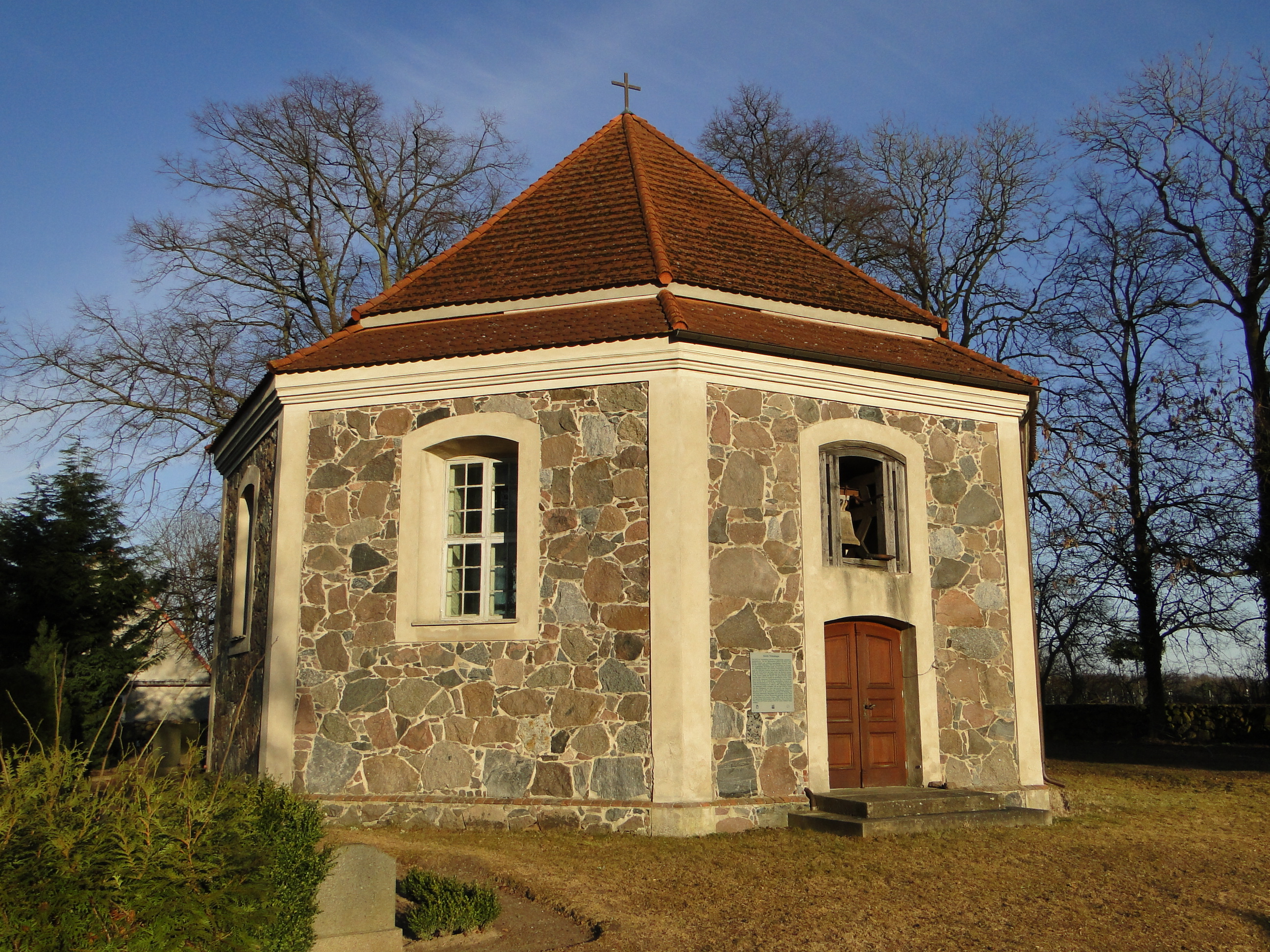
A templom Wittenhagenban
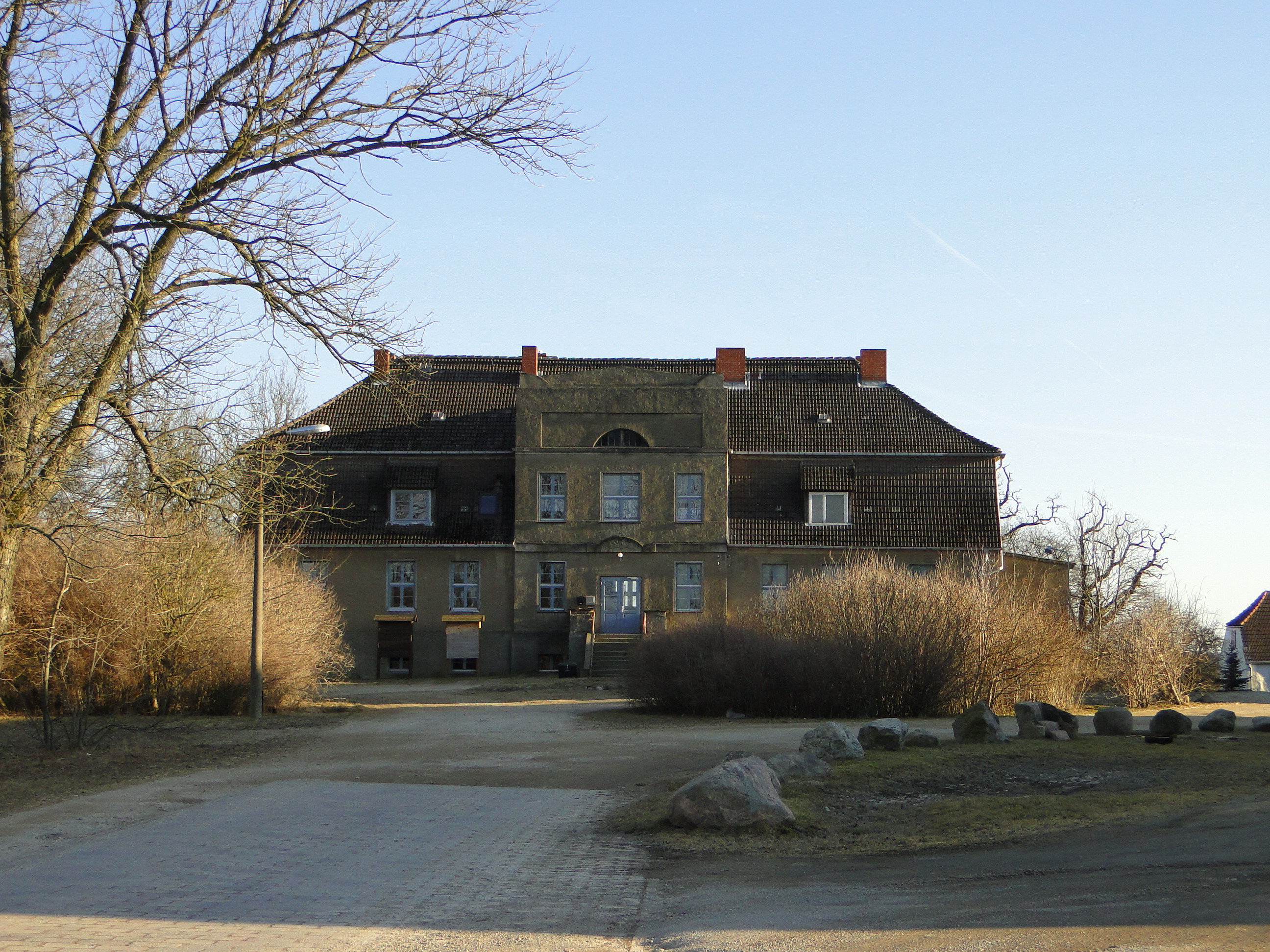
A kastély Wittenhagenban

## Népesség
A település népességének változása:
| Lakosok száma | 4443 | 4433 | 4433 | 4452 | 4490 | 4460 |
|               | 2017 | 2018 | 2019 | 2021 | 2022 | 2023 |